# Erythromalus
Erythromalus is een geslacht van vliesvleugeligen uit de familie Pteromalidae. De wetenschappelijke naam van dit geslacht is voor het eerst geldig gepubliceerd in 1956 door Graham.

## Soorten
Het geslacht Erythromalus omvat de volgende soorten:
- Erythromalus faustina (Walker, 1839)
- Erythromalus nubilipennis (Walker, 1835)
- Erythromalus rufiventris (Walker, 1835)